# Kerk van Engelum
De kerk van Engelum is een kerkgebouw in Engelum in de Nederlandse provincie Friesland.

## Beschrijving
De driezijdig gesloten zaalkerk (hervormde kerk) werd in 1773 gebouwd ter vervanging van een middeleeuwse kerk. De in 1887 herbouwde toren van drie geledingen met ingesnoerde spits heeft mogelijk een middeleeuwse kern. De preekstoel dateert uit de 17e eeuw. Op 3 mei 1975 werd de kerk door brand verwoest en ging het Van Dam-orgel uit 1866 verloren. Na restauratie werd de kerk in 1980 weer in gebruik genomen. Het nieuwe orgel werd gebouwd door Mense Ruiter met gebruik van een orgelfront uit 1890 van J.F. Kruse voor de gereformeerde kerk in Kollum. Het kerkgebouw is een rijksmonument.

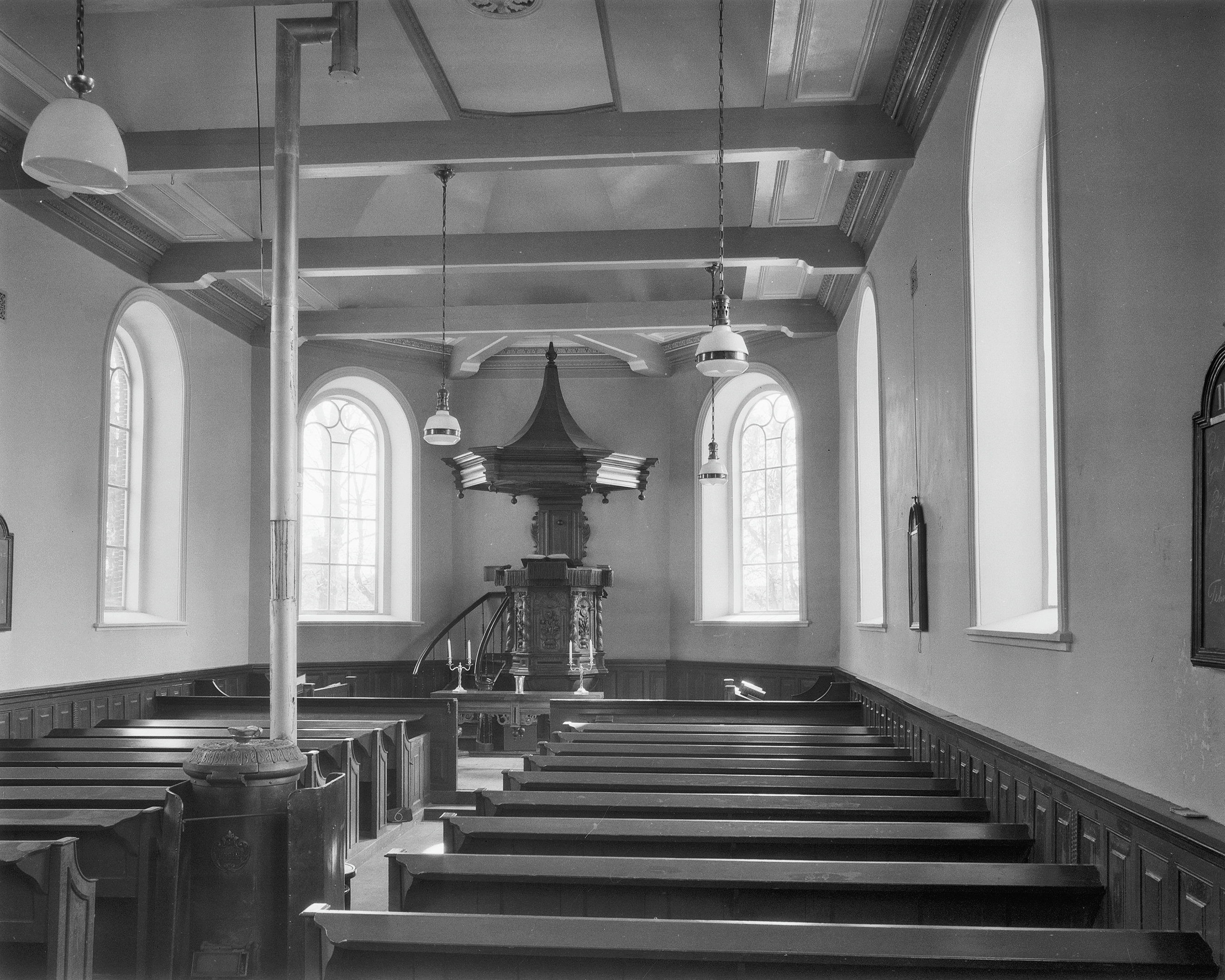
Interieur met preekstoel (1959)
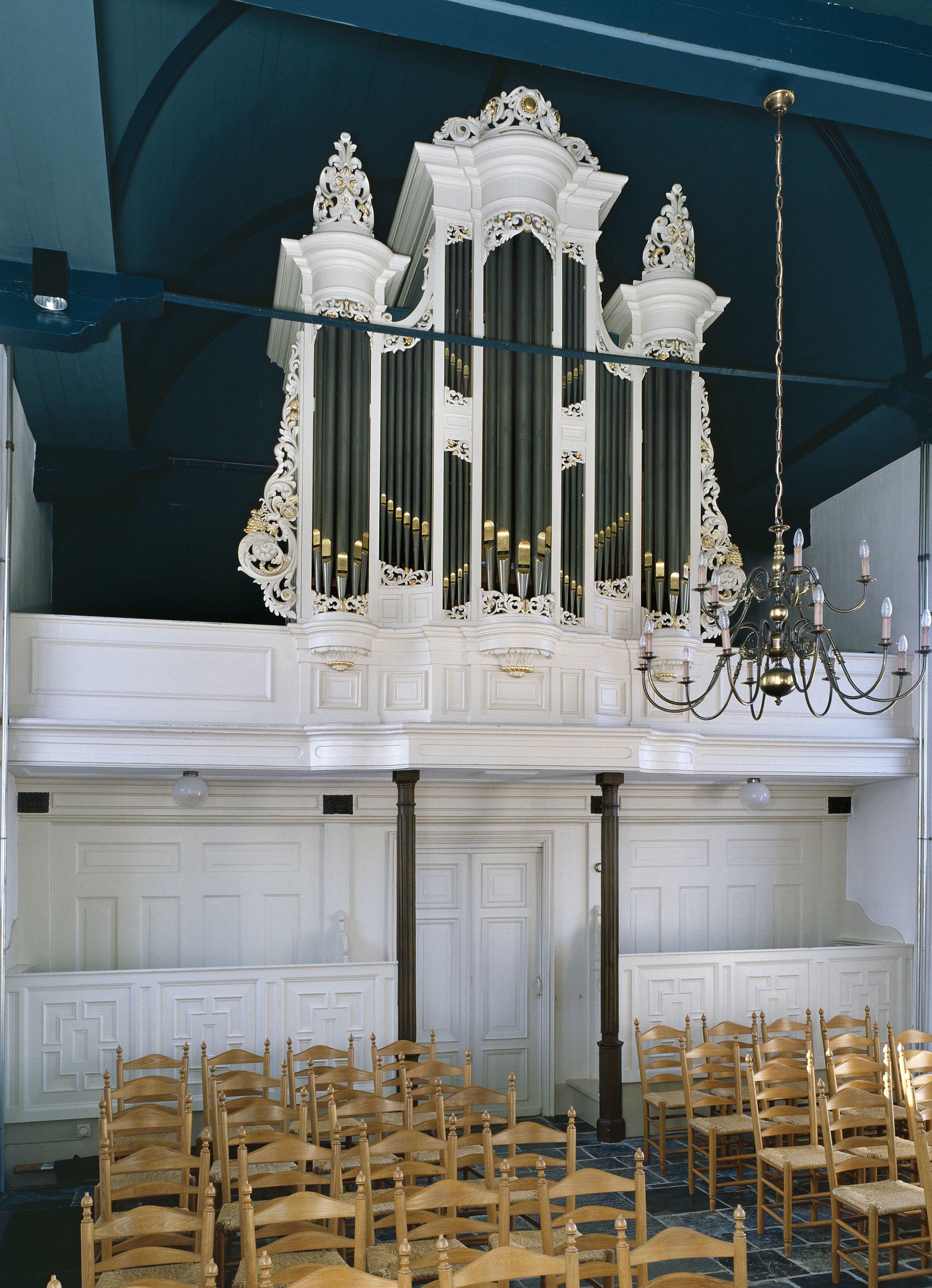
Interieur met orgel (2007)